# Place de la Patronne-des-Canaries

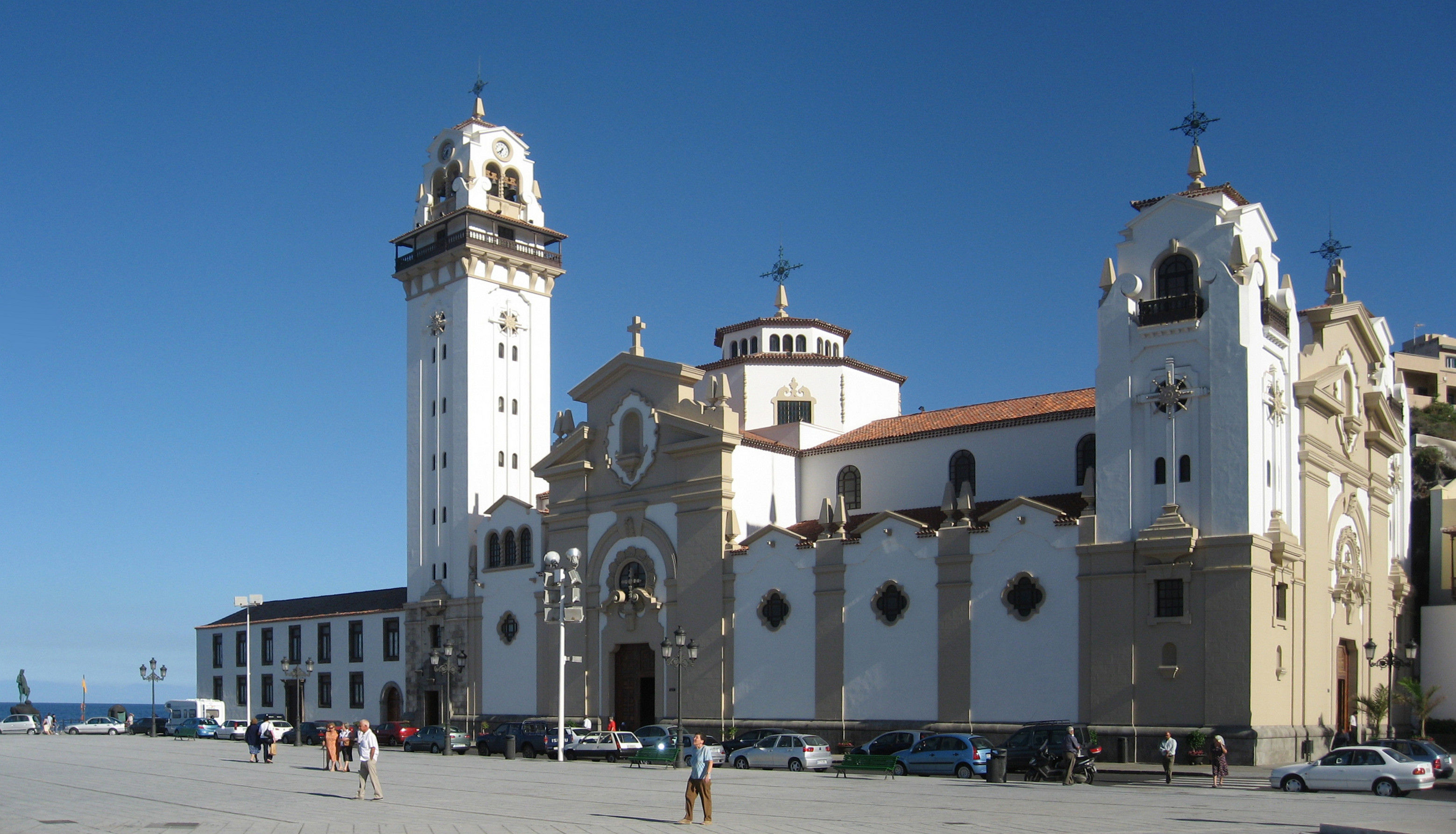
Place de la Patronne des Canaries et la Basilique de Notre-Dame de la Candelaria

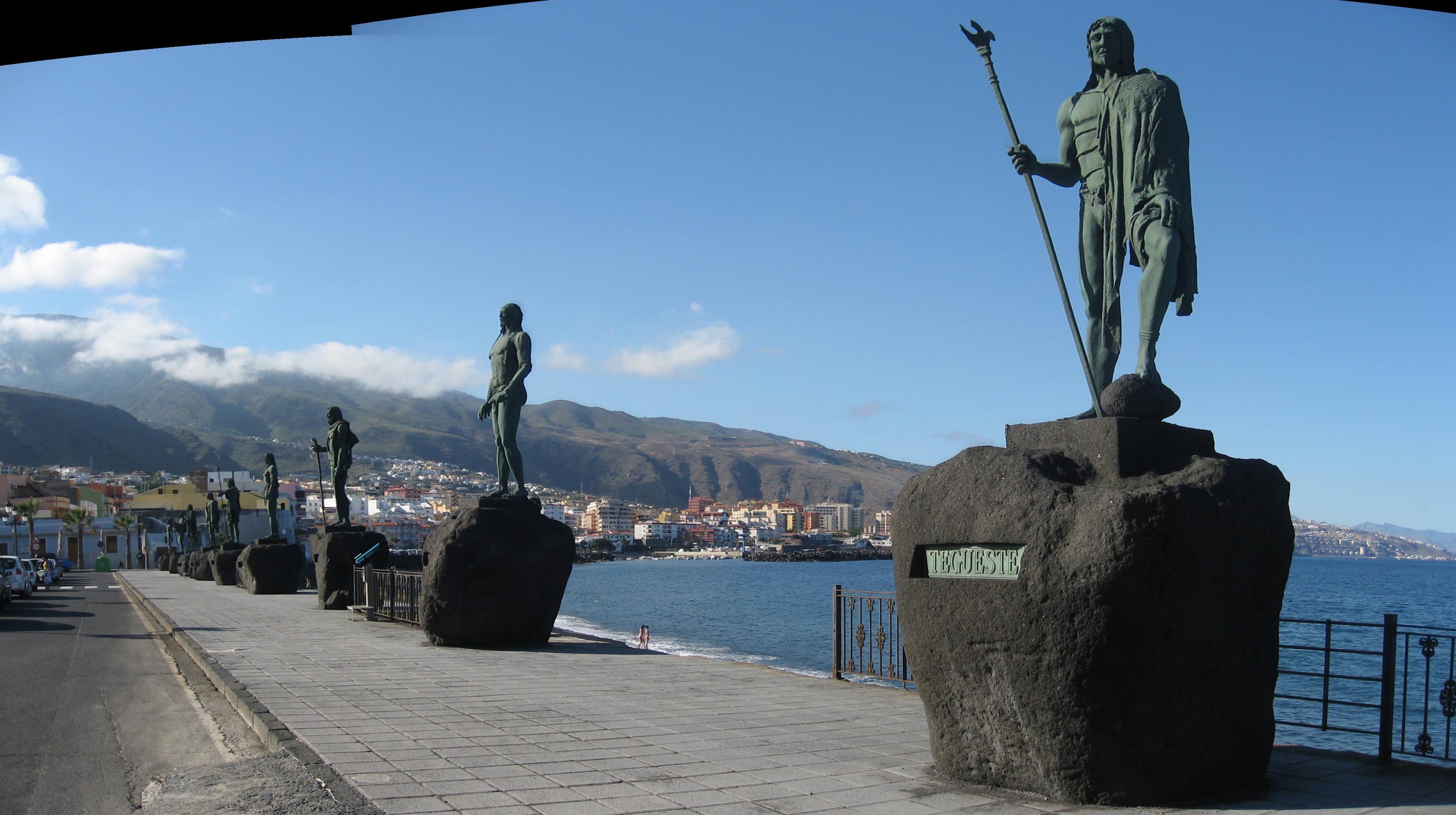
Sculptures des neuf Menceyes

La place de la Patronne-des-Canaries est une grande esplanade, située devant la Basilique de Notre-Dame de la Candelaria (patronne des îles Canaries), au Candelaria (Tenerife, Espagne), dont elle constitue en quelque sorte le parvis, présentant sa façade sur son côté nord, sur ce site sont de grands événements culturels et religieux.

## Symbolique
La place a été inaugurée le 31 janvier 1959, par l'évêque du Diocèse de Tenerife, Domingo Pérez Cáceres. On trouve aussi les célèbres sculptures des neuf Menceyes Guanches (rois Berbères) de Tenerife. Ils sont une des statues monumentales en bronze, qui a remplacé l'autre pierre sculptée volcaniques ont été déplacés vers une autre avenue de la ville en 1993.
Cette place est considérée comme l'une des places principales de l'île de Tenerife, avec la Place d'Espagne à Santa Cruz de Tenerife et de la Plaza del Cristo de La Laguna, à San Cristóbal de La Laguna.
Ces sculptures représentent les rois guanches suivants:
- Acaimo : (roi de Tacoronte).
- Adjoña : (roi de Abona).
- Añaterve : (roi de Güímar).
- Bencomo : (roi de Taoro).
- Beneharo : (roi de Anaga).
- Pelicar : (roi de Icode).
- Pelinor : (roi de Adeje).
- Romen: (roi de Daute).
- Tegueste : (roi de Tegueste).

## Photos

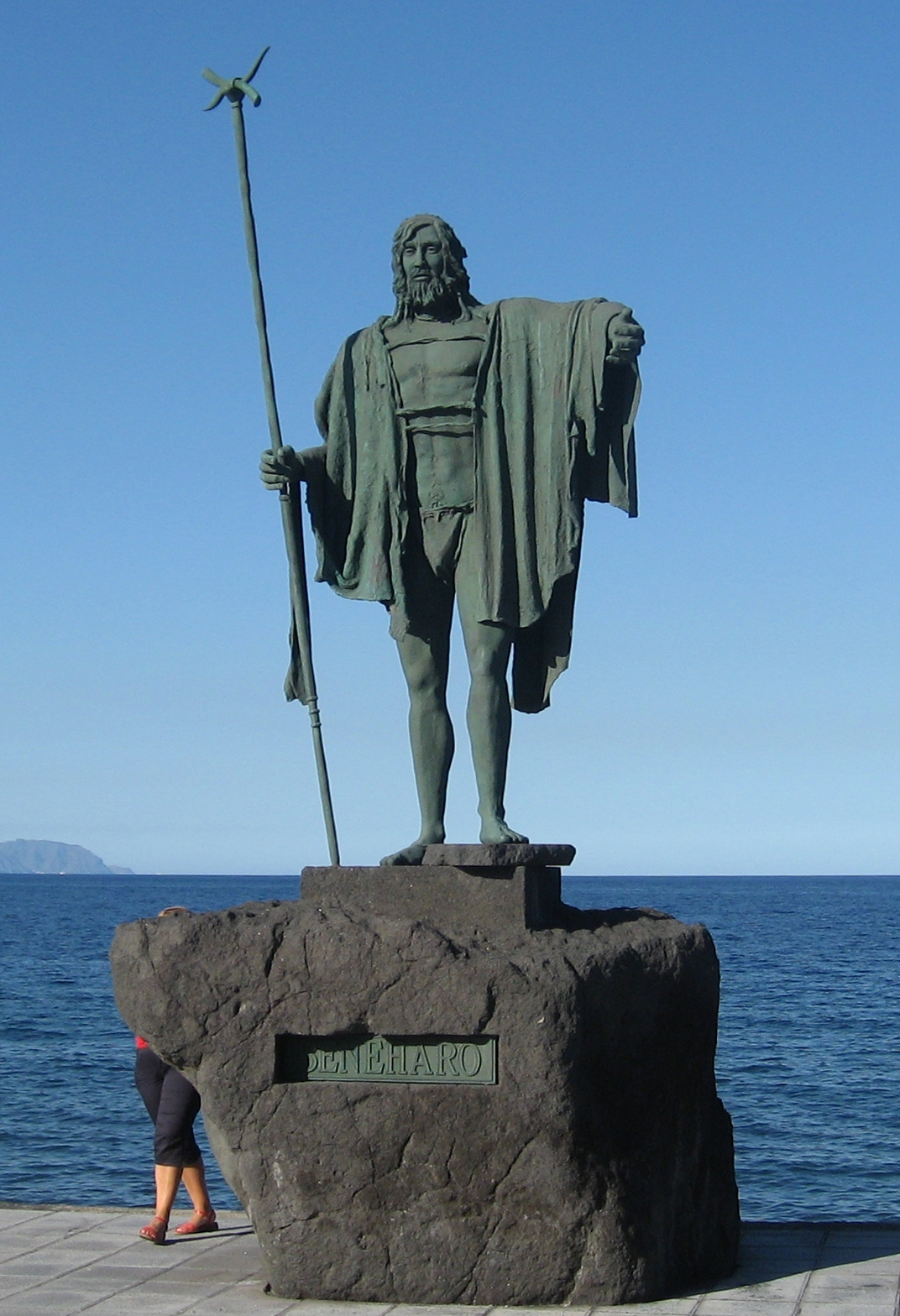
Statue de Beneharo, roi de Anaga
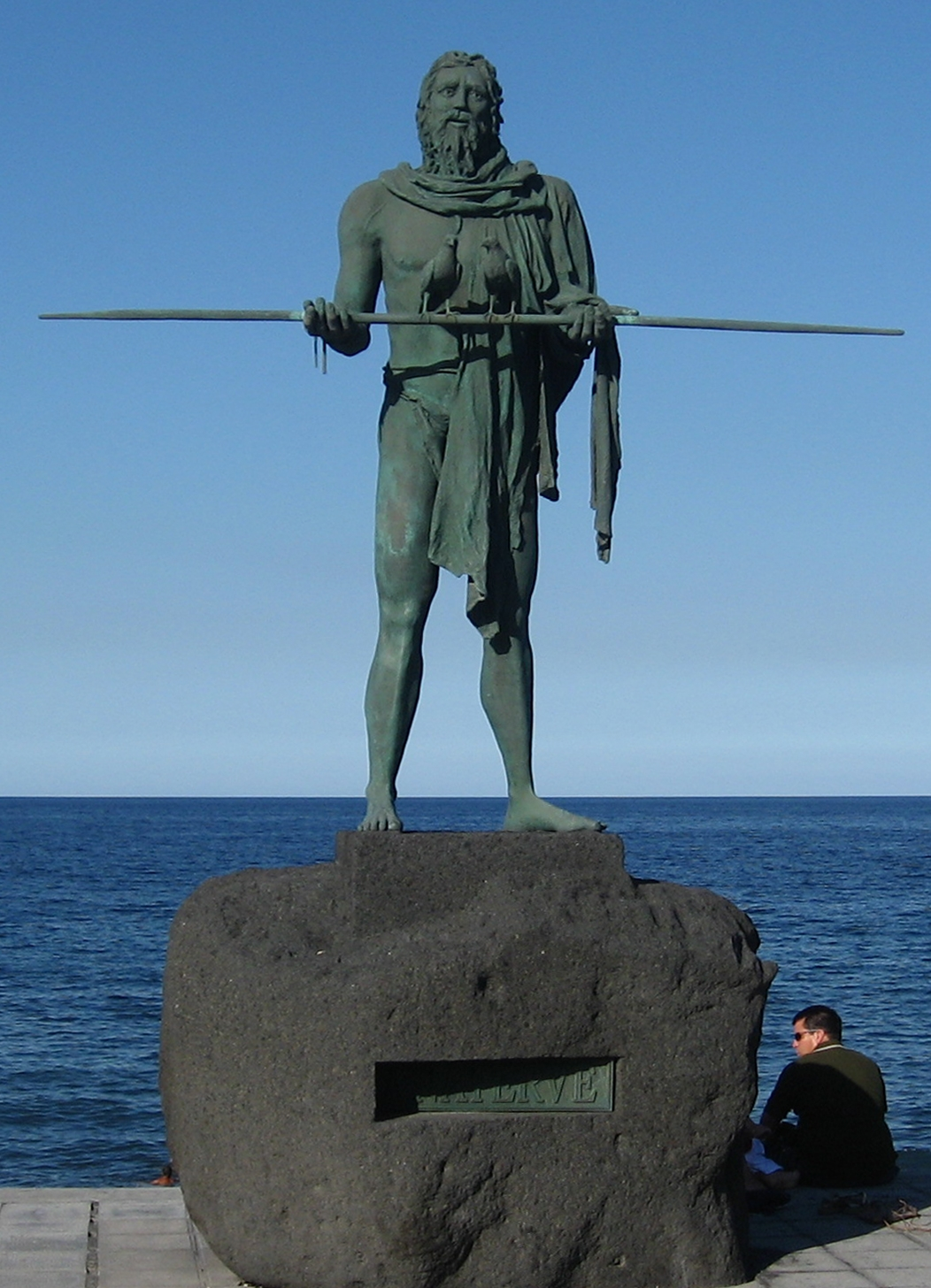
Statue de Añaterve, roi de Güímar
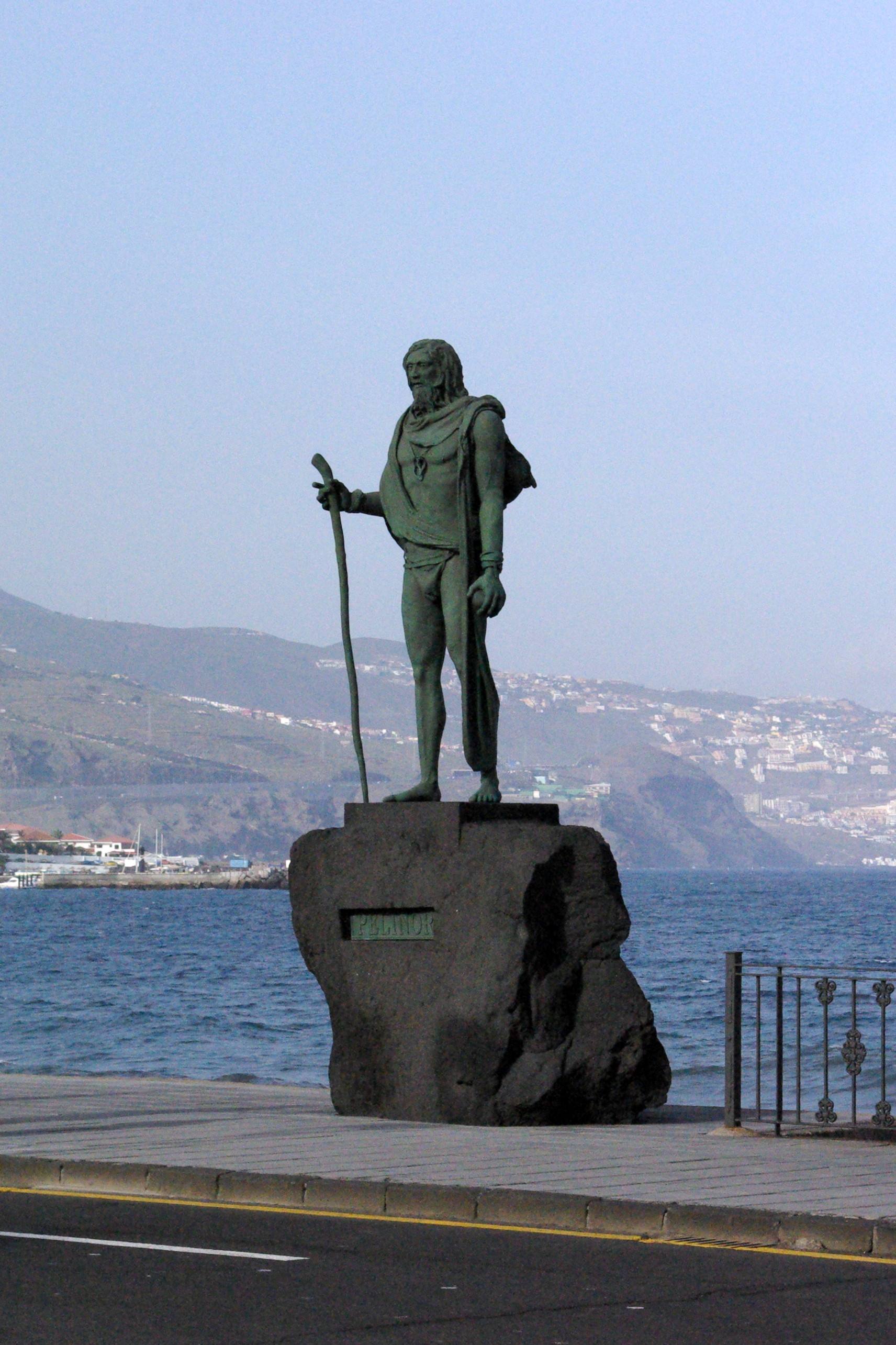
Statue de Pelinor, roi de Icode

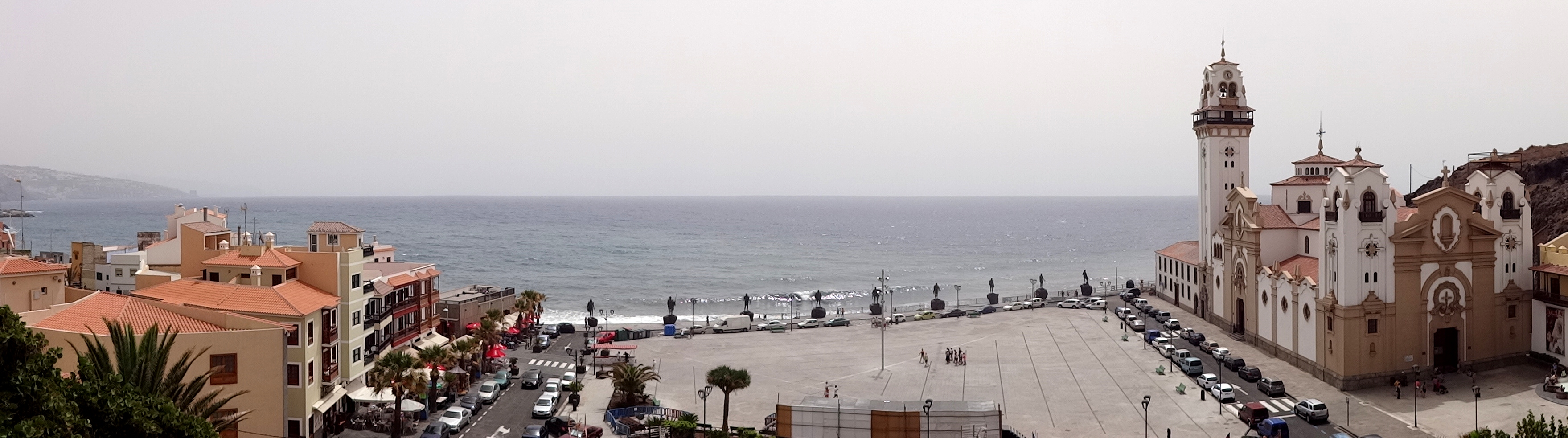
Vue d'ensemble de la place.